# کتاب‌شناسی مارکسیستی
کتاب‌شناسی مارکسیستی (به انگلیسی: Marxist bibliography): مارکسیسم روشی برای تحلیل اجتماعی - اقتصادی است که روابط طبقه و تضادهای اجتماعی را تحلیل و از تفسیر ماتریالیستی از توسعه تاریخی و دیالکتیک استفاده می‌کند. دیدگاه تحول اجتماعی روش‌شناسی مارکسیستی از پژوهش اقتصادی و سیاسی و اجتماعی بهره می‌برد و آن را در نقد و تحلیل توسعه سرمایه‌داری و نقش مبارزه طبقاتی در تغییرات اقتصادی سیستمیک به کار می‌گیرد.
این یک «کتاب‌شناسی مارکسیستی» است که برپایهٔ نویسنده فهرست شده‌است.

## کتاب‌شناسی مارکسیستی
| ردیف | تصویر           | نام‌ودوره‌زندگی‌وفعالیت‌شخصیت                                              | کتاب‌شناسی - فهرست کتاب‌ها |
| ---- | --------------- | ---------------------------------------------------------------------- | --- |
| ۱    | سالوادور آلنده  | - سالوادور آلنده - (۲۶ژوئن۱۹۰۸–۱۱سپتامبر۱۹۷۳) - شیلی - رئیس‌جمهوری      | مقالهٔ اصلی: کتاب‌شناسی سالوادور آلنده |
| ۲    | لوئی آلتوسر     | - لوئی آلتوسر - (۱۶اکتبر۱۹۱۸–۲۲اکتبر۱۹۹۰) - فرانسه - جامعه‌شناس         | - ایدئولوژی و دستگاه‌های ایدئولوژیک دولت (۱۹۷۰) - برای مارکس (۱۹۶۵) - خوانش سرمایه (۱۹۶۵) - لنین و فلسفه (۱۹۶۸) - سیاست و تاریخ (۱۹۵۹) * موضع‌گیری‌ها (۱۹۶۴) |
| ۳    | ارنست بلوخ      | - ارنست بلوخ - (۸ ژوئیه ۱۸۸۵–۴ اوت ۱۹۷۷) - آلمان - فیلسوف              | به بخش «کتاب‌شناسی» مقاله ارنست بلوخ مراجعه نمایید. |
| ۴    | جیمز کانلی      | - جیمز کانلی - (۱۸۶۸–۱۹۱۶) - جمهوری ایرلند - سوسیالیست انقلابی         | مقالهٔ اصلی: کتاب‌شناسی جیمز کانلی |
| ۵    | گئورگی دیمیتروف | - گئورگی دیمیتروف - (۱۸۸۲–۱۹۴۹) - بلغارستان - اولین رئیس‌جمهوری         | مقالهٔ اصلی: کتاب‌شناسی گئورگی دیمیتروف |
| ۶    | فریدریش انگلس   | - فریدریش انگلس - (۱۸۲۰–۱۸۹۵) - آلمان - فیلسوف، کارخانه‌دار             | - آنتی دورینگ (دورینگ در علم) - ایدئولوژی آلمانی با کارل مارکس، - در مورد مسئله مسکن، - وضع طبقه کارگر در انگلستان. |
| ۷    | چه گوارا        | - ارنستو چه گوارا - (۱۹۲۸–۱۹۶۷) - آرژانتین - انقلابی، چریک             | صفحه‌های اصلی: رده:کتاب‌های چه گوارا ، رده:چه گوارا ، رده:آثار دربارهٔ چه گوارا ، رده:فیلم‌های دربارهٔ چه گوارا ، و رده:تجسم‌های فرهنگی از چه گوارا همچنین ببینید: گواریسم |
| ۸    | کیم ایل سونگ    | - کیم ایل سونگ - (۱۹۱۲–۱۹۹۴) - کره شمالی - اولین رهبر                  | مقالهٔ اصلی: کیم ایل سونگ همچنین ببینید: جوچه |
| ۹    | کیم جونگ ایل    | - کیم جونگ ایل - (۱۹۴۱–۲۰۱۱) - کره شمالی - دومین رهبر                  | صفحهٔ اصلی: رده:آثار کیم جونگ ایل همچنین ببینید: جوچه |
| ۱۰   | کیم جونگ اون    | - کیم جونگ اون - (زادهٔ ۱۹۸۴) - کره شمالی - سومین رهبر از ۲۰۱۱          | مقالهٔ اصلی: کیم جونگ اون همچنین ببینید: جوچه |
| ۱۱   | ولادیمیر لنین   | - ولادیمیر لنین - (۱۸۷۰–۱۹۲۴) - اتحاد جماهیر شوروی - رهبر انقلاب ۱۹۱۷  | لنین یک نظریه‌پرداز و فیلسوف سیاسی پرکار بود که در مورد جنبه‌های عملی انقلاب کارگری مطلب نوشت. او تا پیش از بیماری، جزوه‌ها، مقاله‌ها و کتاب‌ها را بدون دستیار یا منشی می‌نوشت. او همزمان با رفقا، متحدان و دوستان خود در روسیه و سراسر جهان مکاتبه می‌کرد. «آثار گردآوری شده» او شامل ۵۴ جلد، هر یک حدود ۶۵۰ صفحه است که در ۴۵ جلد توسط انتشارات پروگرس، مسکو در سال‌های ۱۹۶۰–۱۹۷۰ به انگلیسی ترجمه و منتشر شده‌است. |
| ۱۲   | گئورگ لوکاچ     | - گئورگ لوکاچ - (۱۸۸۵–۱۹۷۱) - مجارستان - جامعه‌شناس، فیلسوف             | صفحهٔ اصلی: رده:کتاب‌های گیورگ لوکاچ همچنین ببینید: مکتب بوداپست ، تاریخ و آگاهی طبقاتی ، و هگل جوان |
| ۱۳   | رزا لوکزامبورگ  | - رزا لوکزامبورگ - (۱۸۷۱–۱۹۱۹) - لهستان - نویسنده، فمینیست             | صفحه‌های اصلی: کتاب‌شناسی رزا لوکزامبورگ ، رده:آثار رزا لوکزامبورگ ، و رده:آثار دربارهٔ لوکزامبورگ همچنین ببینید: لوکزامبورگیسم |
| ۱۴   |                 | - مائو تسه‌تونگ - (۱۸۹۳–۱۹۷۶) - چین - رهبر انقلاب                       | صفحه‌های اصلی: رده:آثار مائو تسه‌تونگ و رده:آثار مائویستی همچنین ببینید: مائوئیسم و مارکسیسم–لنینیسم–مائوئیسم |
| ۱۵   | هربرت مارکوزه   | - هربرت مارکوزه - (۱۸۹۸–۱۹۷۹) - آلمان - جامعه‌شناس، فیلسوف              | - خرد و انقلاب - اروس و تمدن - انسان تک‌ساحتی - مارکسیسم شوروی |
| ۱۶   | کارل مارکس      | - کارل مارکس - (۱۸۱۸–۱۸۸۳) - آلمان - جامعه‌شناس، اقتصاددان              | صفحه‌های اصلی: رده:کتاب‌های کارل مارکس ، رده:کتاب‌های کارل مارکس و فریدریش انگلس ، رده:آثار دربارهٔ کارل مارکس ، و رده:آثار دربارهٔ مارکسیسم همچنین ببینید: مارکسیسم |
| ۱۷   | ژوزف استالین    | - ژوزف استالین - (۱۸۷۸–۱۹۵۳) - اتحاد جماهیر شوروی - رئیس‌جمهوری         | صفحه‌های اصلی: رده:آثار ژوزف استالین ، رده:آثار دربارهٔ جوزف استالین ، و رده:آثار دربارهٔ استالینیسم همچنین ببینید: استالینیسم |
| ۱۸   | لئون تروتسکی    | - لئون تروتسکی - (۱۸۷۹–۱۹۴۰) - اتحاد جماهیر شوروی - انقلابی، سیاستمدار | صفحه‌های اصلی: رده:آثار لئون تروتسکی ، رده:لئون تروتسکی ، رده:لئون تروتسکی در فرهنگ عامه ، و رده:تروتسکیسم همچنین ببینید: تروتسکیسم |
| ۱۹   | کلارا زتکین     | - کلارا زتکین - (۱۸۵۷–۱۹۳۳) - آلمان - نویسنده، فمینیست                 | مقالهٔ اصلی: کتاب‌شناسی کلارا زتکین |